# Kryštofovo Údolí
Kryštofovo Údolí là một làng thuộc huyện Liberec, vùng Liberecký, Cộng hòa Séc.